# Peter Sjögren
Peter Sjögren (* 9. března 1983) je švédský florbalový brankář. Začínal v klubu Wrigstad IBK, aktuálně působí v týmu Warbergs IC 85. S tímto klubem také vyhrál v letech 2006, 2007 a 2008 Švédskou superligu.
Za švédskou florbalovou reprezentaci chytal na Mistrovství světa v roce 2006 a 2008, přičemž na Mistrovství světa 2006 měl pouze roli náhradníka.

## Medaile
Seznam medailí, které získal Peter Sjögren na mistrovství světa:
| Medaile | Soutěž                             | Zápasy |
| ------- | ---------------------------------- | ------ |
|         | Mistrovství světa ve florbale 2006 | 0      |
|         | Mistrovství světa ve florbale 2008 | 6      |